# Coccoloba gigantifolia
Coccoloba gigantifolia es una especie de planta de la familia Polygonaceae, endémica de la cuenca del río Madeira en los estados de Amazonas y Rondonia, Brasil, al centro y sudoeste de la Amazonia. 

## Descripción
Es un árbol que crece hasta 15 m de altura y cuyas hojas que pueden alcanzar los 2,5 m de largo, probablemente la hoja más grande conocida entre las plantas dicotiledóneas. Además de sus hojas más grandes, se puede distinguir de sus congéneres por la especie de tronco recto con anillos transversales, pecíolo articulado insertado en la base de la ócrea en sus hojas, su pubescencia general y la presencia de una médula hueca en las ramas.

## Historia botánica
Esta planta se observó por primera vez en el río Canumã, un afluente del Madeira, durante una expedición en 1982, pero no se recolectó ningún espécimen, debido a la falta de partes fértiles. Nuevamente en 1986, una expedición dirigida por el botánico Juan Revilla, encontró e hizo un registro fotográfico de un individuo de hoja muy grande pero estéril, cerca de la ciudad de Porto Velho,  Rondônia, pero aún no se recolectó ningún espécimen de herbario. Entre 1989 y 1993, durante varias expediciones en la Reserva Forestal Nacional de Jamari, se encontraron 14 individuos y se recolectaron algunas hojas grandes, aunque el espécimen era estéril. Silvestre Silva volvió a fotografiar a individuos de  en 1995 en un camino vecinal que conectaba la ciudad de Autazes con la margen izquierda del río Madeira, a unos 110 km al sureste de Manaus. Finalmente, una expedición de agosto de 2005 en otra área en las cercanías de la Reserva Forestal Jamari condujo a la recolección de muestras fértiles de inflorescencias, junto con frutas y semillas maduras caídas debajo de un árbol individua.